# Rodopy
Rodopy jsou pohoří v jihovýchodní Evropě, jehož více než 83 % leží v Bulharsku, zbytek v Řecku. Jsou sedmým nejvyšším pohořím v Bulharsku, jejich nejvyšší horou je Goljam Perelik (2 191 m n. m.).

## Vymezení a členění
Rodopy jsou na severu a východě ohraničeny Hornothráckou nížinou s tokem Marice, na západě Jadenicí, Dreštencem a Mestou, na jihu se svažují do nížiny při Egejském moři. 

Jsou velmi členité a komplikovaně uspořádané. Jejich základní členění je rozděluje na Západní a Východní Rodopy. Hranici mezi nimi tvoří řeky Kajalijka, Borovica a Vrbica a sedla Kitkata a Tri Kamaka.
- Východní Rodopy – nižší část, má převážně vrchovinný ráz, výšky dosahují 700–1 200 m n. m.
- Západní Rodopy – mají horský ráz, jsou tvořeny řadou samostatných celků, z nichž nejvýznamnější jsou:
  - hřeben Alabak – Černovec 1 834 m
  - Velisko–Videnický hřeben – Kuruburun 1 910 m
  - masív Dabraš – Beslet 1 938 m
  - Batacký hřeben – Goljama Sjutka 2 186 m
  - Karkarija – Kalčiš 1 475 m
  - Perelický hřeben – Goljam Perelik 2 191 m
  - masív Černatica – Goljam Persenk 2 091 m
  - Bukova planina – Snežanka 1 926 m
  - Dobrostanský masív – Stari bunar 1 517 m

## Geologická stavba a vývoj
Rodopy získaly svou velmi členitou stavbu s komplikovanými systémy hřbetů, soutěsek a kotlin během intenzívní tektonické činnosti, která probíhala ve třetihorách. Převládajícími horninami jsou ruly, vápence, na západě i žuly, lokálně prostupují vulkanické znělce a andezity, vyskytují se tu i pískovce. Oblast je známá především svými krasovými tvary. Na soutěsky je bohatá oblast Velijsko-Videnického hřebene – např. Trigradská soutěska (Trigradsko ždrelo) a Bujnovská soutěska. K významným skalním útvarům patří také Čudnite mostove (Podivuhodné mosty) v masívu Černatica a Orfeevi Skali (Orfeovy skály) v Bukove planině.

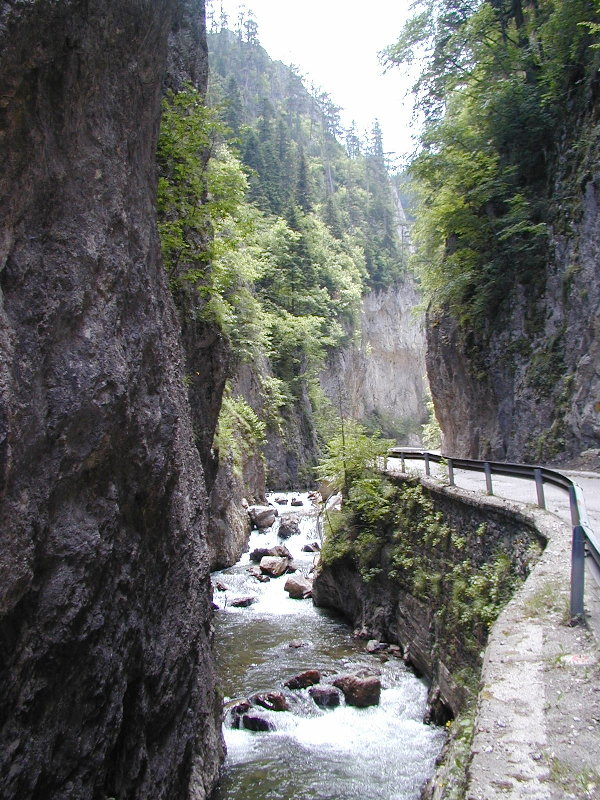
Trigradská soutěska
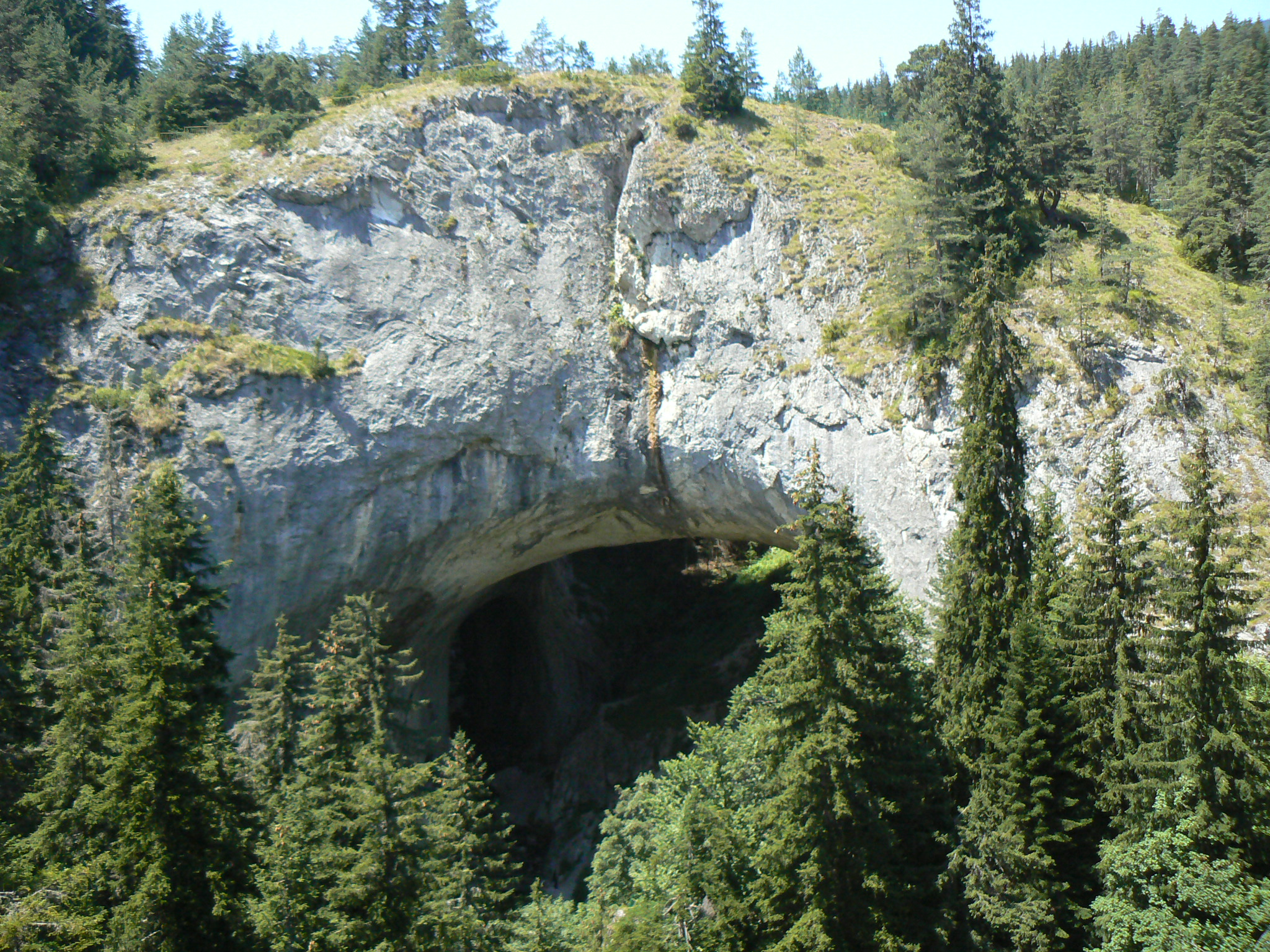
Podivuhodné mosty
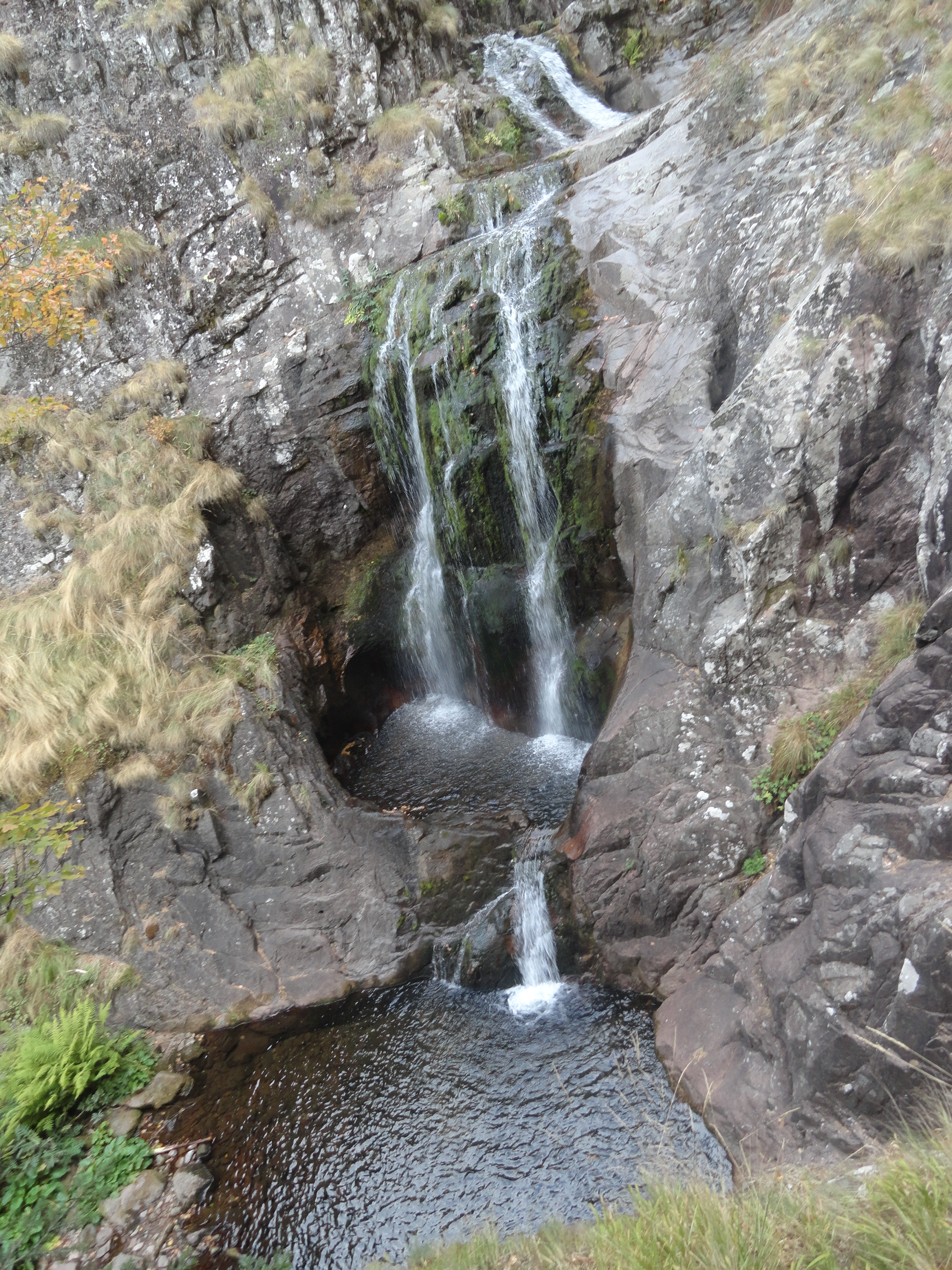
Vodopády
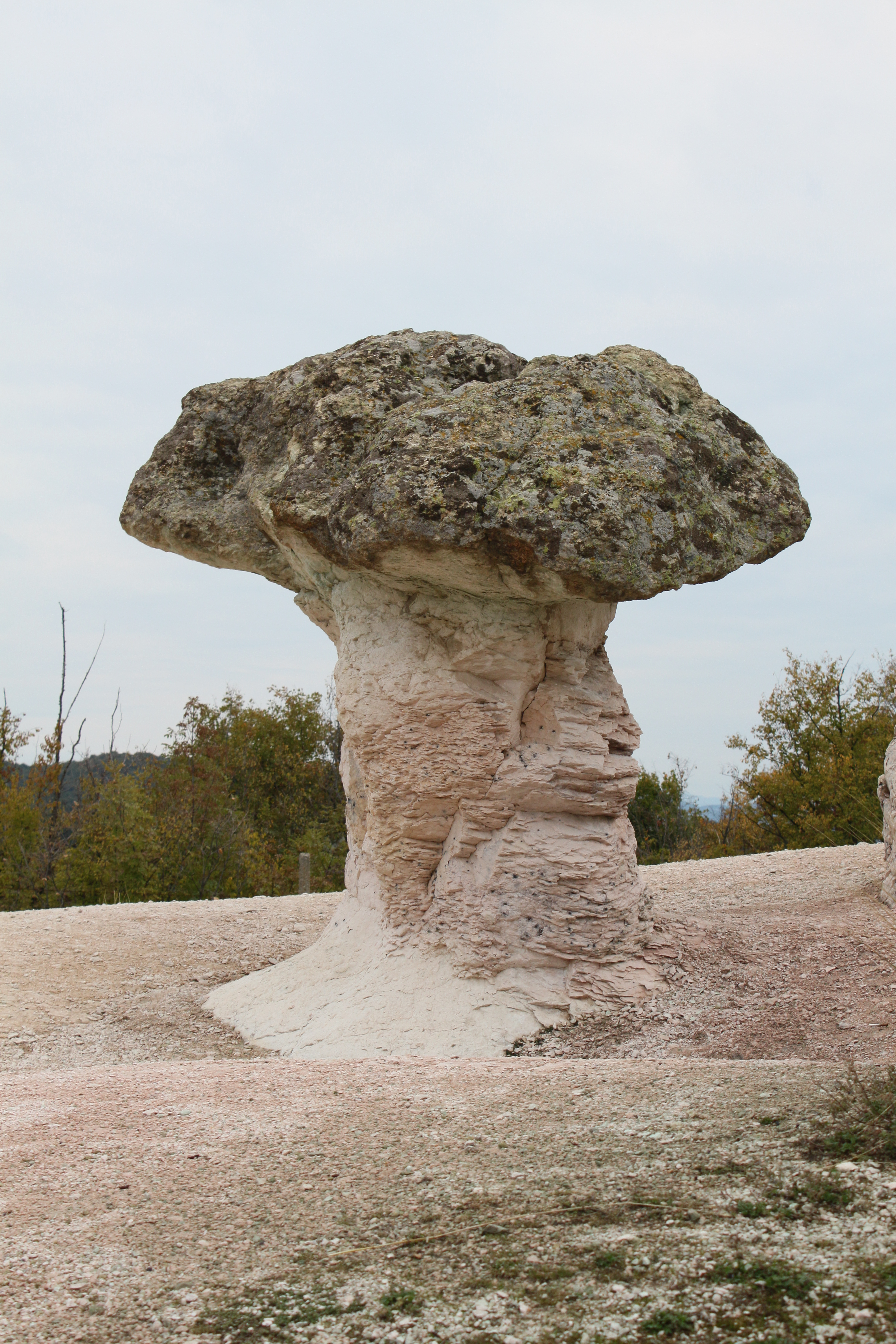
Kamenné útvary

## Vodstvo
Rodopy náleží k úmoří Egejského moře, větší část odvodňuje Marica, menší část na jihozápadě náleží do povodí Mesty. Na jejich přítocích byla vybudována řada vodních nádrží. Místy se vyskytují i ledovcová jezera jako např. Smoljanská jezera v Bukove planině.

## Podnebí a živá příroda
Rodopské podnebí i vegetace jsou z bulharských pohoří nejvíce pod středomořským vlivem. Zimy jsou tu poměrně krátké a nepříliš mrazivé, ačkoli sněhu bývá dost. Jižní svahy ve Východních Rodopech bývají už od počátku léta značně vyprahlé, vyskytují se tam vyloženě teplomilné druhy rostlin a zvířat (např. hroznýšek turecký, slepák nažloutlý, blavor žlutý, hojný je i sup hnědý). Západní Rodopy jsou vlhčí, bohatě zalesněné listnatými a ve vyšších polohách jehličnatými lesy.

## Osídlení

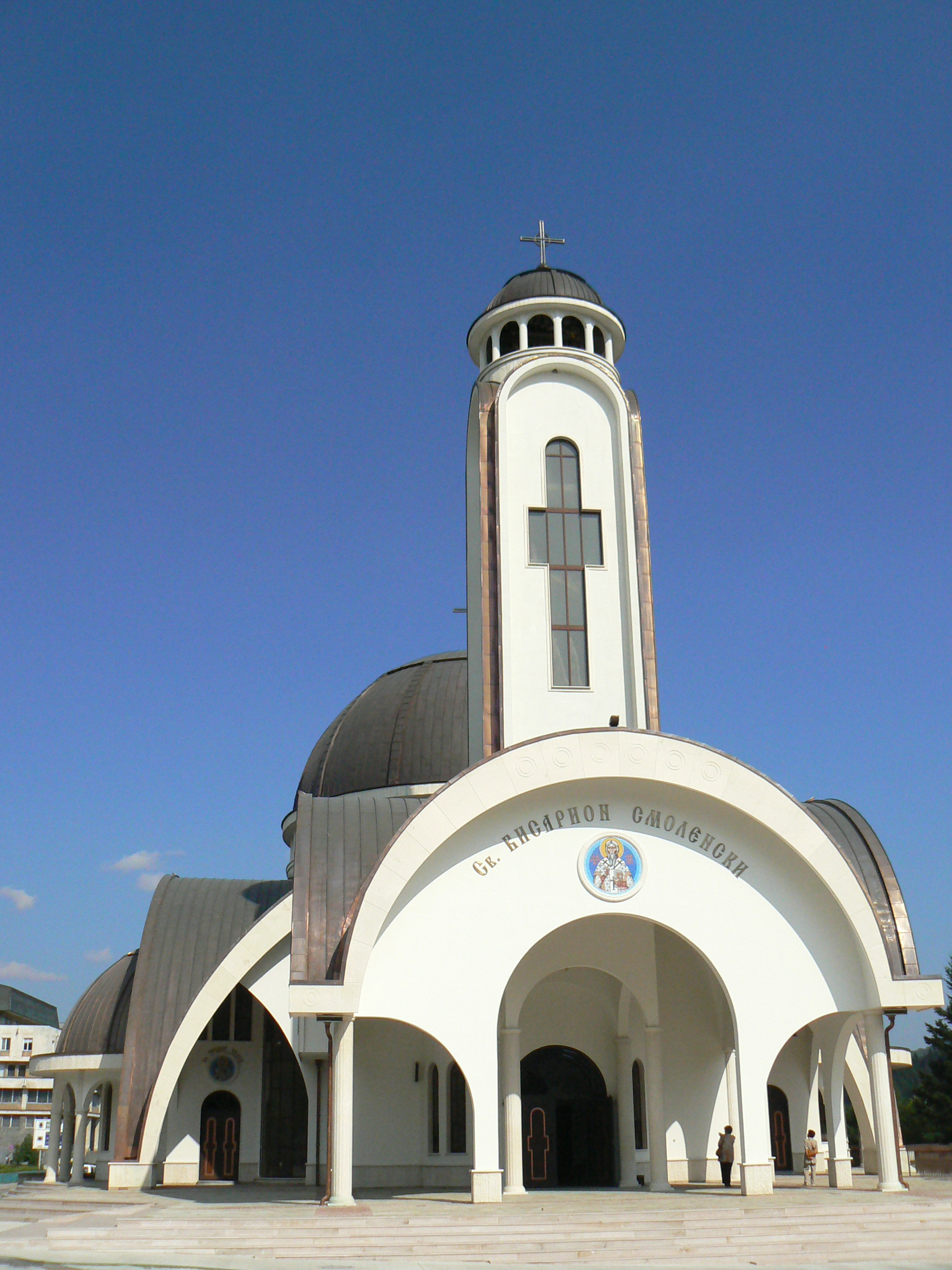
Kostel Sv. Visariona Smolenského ve Smoljanu

Rodopy představují v Bulharsku poměrně svébytnou etnografickou oblast – značný podíl na složení obyvatelstva tu mají Turci a Pomaci (potomci Bulharů, kteří během osmanské nadvlády přijali islám). Významná část zdejších muslimů se řadí k alavitům (kizilbašům) – vyznávají šíitskou víru, vedle šíitských imámů uctívají místní světce u jejichž hrobek pořádají slavnosti. 
 K rodopskému folkloru patří rovněž lidová hudba – obrovskou tradici tu mají lidoví halekači a pištci. Rázovitá vesnice Široka Laka na úpatí Černatice proslula díky hudební škole lidových nástrojů (především houslí). Nedaleká Gelo je údajným rodištěm bájného pěvce Orfea. Vesnice Mugla pod Perelickým hřebenem je zase známá každoročními dudáckými festivaly.
 Významnými sídly Rodop jsou město Smoljan, lyžařské středisko Pamporovo, turistická východiště Orechovo, Široka Laka, Trigrad a další. Z historického pohledu bylo důležitým momentem osidlování Rodop založení Bačkovského monastýru.